# Цілинна ділянка (біля смт Степногірськ)
Цілинна ділянка — ботанічний заказник місцевого значення. Об'єкт розташований на території Василівського району Запорізької області, біля смт Степногірськ (колишнє Сухоіванівське).
Площа — 3 га, статус отриманий у 1980 році.
Статус надано з метою охорони місць зростання лікарських рослин. Охороняється степова цілинна балка, де зростають пижмо та деревій